# Etiopiens damlandslag i volleyboll
Etiopiens damlandslag representerar Etiopien i volleyboll på damsidan. Laget har deltagit två gånger i afrikanska mästerskapet (1991 och 1993). De deltog också i volleybollturneringen vid allafrikanska spelen 2007.